# Anvarjon Soliev
Anvarjon Soliev (Namangan, RSS de Uzbekistán, 5 de febrero de 1978) es un exfutbolista de Uzbekistán que jugaba en la posición de delantero. Actualmente es entrenador asistente del Navbahor Namangan de la Liga de fútbol de Uzbekistán.

## Carrera

### Club
| Periodo   | Club                    | Apariciones | Goles |
| --------- | ----------------------- | ----------- | ----- |
| 1996–2000 | Navbahor Namangan       | 85          | 29    |
| 2001–2007 | Pakhtakor Tashkent      | 115         | 60    |
| 2008–2010 | FC Bunyodkor            | 52          | 22    |
| 2010      | → Nasaf Qarshi (cedido) | 11          | 3     |
| 2011–2013 | FC Bunyodkor            | 44          | 15    |
| 2013–2016 | Pakhtakor Tashkent      | 42          | 6     |

### Selección nacional
Jugó para Uzbekistán en 48 ocasiones de 2001 a 2009 y anotó ocho goles; participó en la Copa Asiática 2004.

## Logros

### Club
- Uzbek League (12): 1996, 2002, 2003, 2004, 2005, 2006, 2007, 2008, 2009, 2011, 2014, 2015
- Uzbek Cup (9): 1998, 2002, 2003, 2004, 2005, 2006, 2007, 2008, 2012
- CIS cup (1): 2007

### Individual
- Goleador de la Liga de fútbol de Uzbekistán: 2005 (29 goles)
- Club Gennadi Krasnitsky

## Estadísticas

### Goles con selección nacional
| # | Fecha     | Sede                 | Rival          | Resultado | Torneo                                               |
| - | --------- | -------------------- | -------------- | --------- | ---------------------------------------------------- |
| 1 | 20-8-2003 | Riga, Letonia        | Letonia        | 0–3       | Amistoso                                             |
| 2 | 6-11-2003 | Taskent, Uzbekistán  | Hong Kong      | 4–1       | Clasificación para la Copa Asiática 2004             |
| 3 | 18-2-2004 | Taskent, Uzbekistán  | Irak           | 1–1       | Clasificación para la Copa Mundial de Fútbol de 2006 |
| 4 | 9-2-2005  | Taskent, Uzbekistán  | Arabia Saudita | 1–1       | Clasificación para la Copa Mundial de Fútbol de 2006 |
| 5 | 17-8-2005 | Taskent, Uzbekistán  | Kuwait         | 3–2       | Clasificación para la Copa Mundial de Fútbol de 2006 |
| 6 | 16-8-2006 | Taskent, Uzbekistán  | Hong Kong      | 2–2       | Clasificación para la Copa Asiática 2007             |
| 7 | 9-3-2007  | Shymkent, Kazajistán | Kirguistán     | 6–0       | Amistoso                                             |
| 8 | 28-3-2009 | Taskent, Uzbekistán  | Catar          | 4–0       | Clasificación para la Copa Mundial de Fútbol de 2010 |